# Gabriel Théry
Pour les articles homonymes, voir Théry.
 (décembre 2021).

Gabriel Théry (à l'état-civil Hector Théry) est un historien, un théologien et auteur religieux de l'ordre des Prêcheurs, né le 12 juin 1891, décédé le 27 janvier 1959, qui a notamment publié sous le pseudonyme Hanna Zakarias.

## Biographie
Il accomplit sa vestition pour la Province de France des Dominicains le 1er octobre 1910, sa profession simple le 2 octobre 1911, puis sa profession solennelle le 3 octobre 1914 au Saulchoir.
Il est ordonné prêtre le 13 août 1916 à Tournai.
Il fonde en 1926 avec Étienne Gilson les Archives d'Histoire Doctrinale et Littéraire du Moyen Âge (AHDLMA),.
Il vit en Afrique du Nord de 1940 à 1945.
Il est nommé professeur à l'Institut catholique de Paris en 1945.

## Distinctions
Son élève Joseph Bertuel publie la liste de ses titres et de ses décorations : 

### Postes
- Docteur en théologie
- Professeur au Saulchoir
- Professeur à l’Institut catholique de Paris
- Fondateur et Supérieur de l’Institut historique dominicain Sainte-Sabine, à Rome
- Consulteur à la section historique de la Sacrée congrégation des rites
- Membre d'honneur de l’Académie pontificale de St Thomas et de la religion catholique
- Professeur à l’Université pontificale Saint-Thomas-d'Aquin.

### Décorations
- Chevalier de la Légion d’Honneur
- Titulaire de la Croix de guerre
- Médaillé de la Résistance
- Médaille de la Liberté (Medal of Freedom) (États-Unis)
- Officier de la Légion d’Honneur Polonaise
- Membre d’Honneur de l’American Legion
- Officier des Palmes Académiques

## Accueil critique
Dans son ouvrage De Moïse à  Mohammed, publié en 1955 sous le pseudonyme de Hanna Zakarias en raison du refus de son Ordre d'accorder l'imprimatur, il imagine des hypothèses censées rendre compte de certains aspects du Coran, dont certaines ont été reprises par des exégètes du Coran et d'autres abandonnées ensuite par des chercheurs. Elle est critiquée notamment par Édouard-Marie Gallez.

## Publications
sous son nom en religion
- Contribution à l'histoire religieuse de la Bretagne au XVIIe siècle — Catherine de Francheville, Fondatrice à Vannes de la Première Maison de Retraites de Femmes, vol. 2, Tours, Mame, 1956 (présentation en ligne)
- Autour du décret de 1210, Le Saulchoir, Kain, 1926[8]
- Scot Érigène, traducteur de Denys
- David de Dinant, Revue des sciences philosophiques et théologiques, 1925 - 160 pages[9]
- M. Jacquin et Gabriel Théry, « Doctrines chrétiennes : Haut Moyen Âge », Revue des sciences philosophiques et théologiques, vol. 16, no 2,‎ 1927, p. 221-242 (lire en ligne)
- Études dionysiennes
- Entretien sur la philosophie musulmane et la culture française, 1945 [10]

sous le pseudonyme Hanna Zakarias
- De Moïse à Mohammed ; l'islam, entreprise juive sur Google Livres, 1ère édition autoéditée, 1956, Cahors; Éditions Scorpion, 1963; Éditions San Rémi, (ISBN 978-2-84519-581-3)
- L'islam et la critique historique, 2013, Éditions San Rémi, (ISBN 978-0-244-97620-0)
- Vrai Mohammed et faux Coran, Nouvelles Éditions latines; (ISBN 978-0-244-67603-2)[11]